# Ašókovy edikty

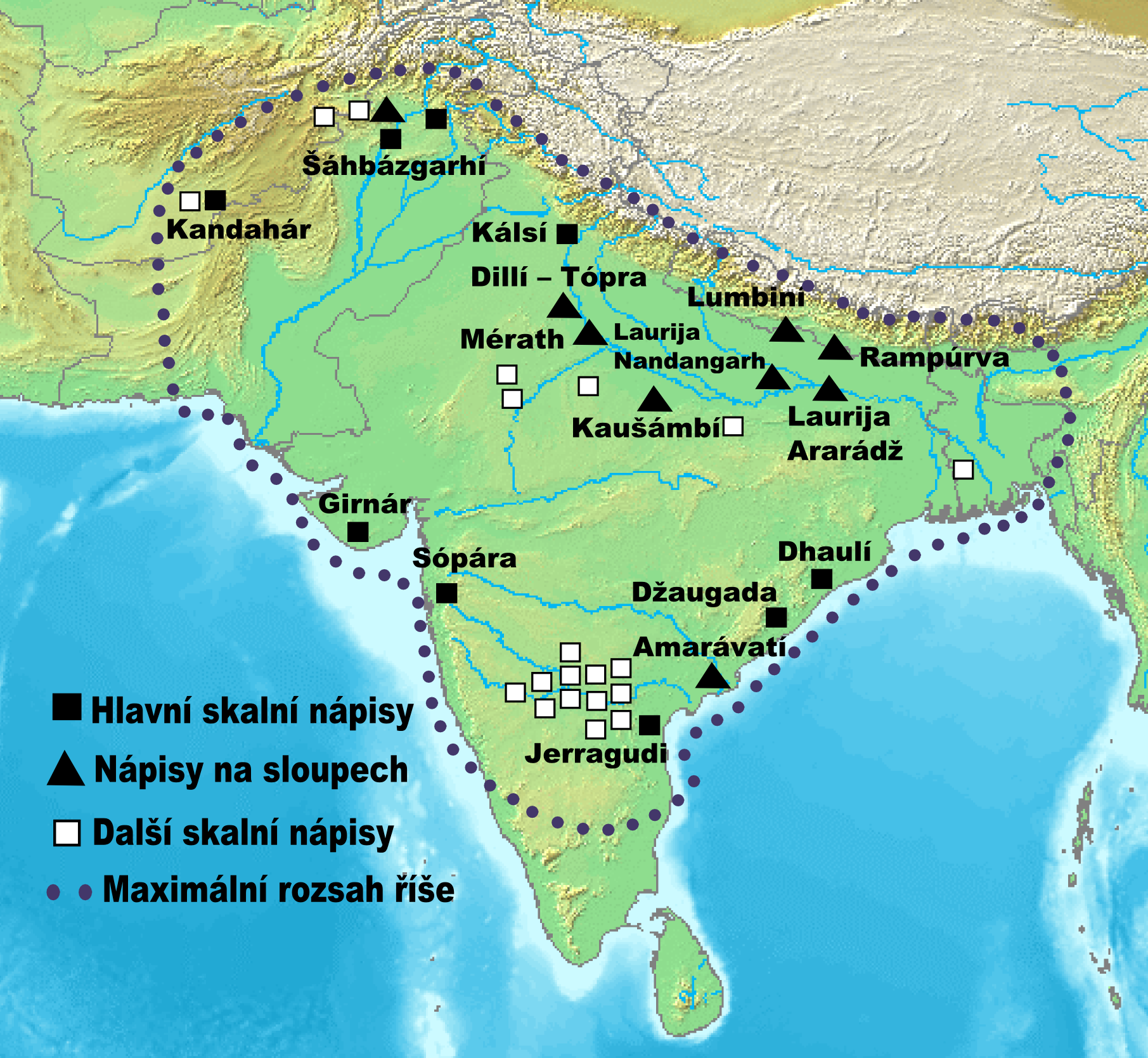
Mapa s nálezy Ašókových nápisů

Jako Ašókovy edikty či Ašókovy skalní nápisy apod. se označuje sbírka 33 nápisů na sloupech, kamenech a skalních stěnách, které tam nechal vytesat maurjovský král Ašóka v době své vlády, tedy někdy mezi lety 272-231 př. n. l. Jednotlivé nápisy se nacházejí na různých místech Indického subkontinentu, převážně však na jeho severu a poskytují jeden z prvních hmotných dokladů o existenci buddhismu. Nápisy popisují, jak se pod Ašókovou patronací buddhismus rozšiřoval. Podle Ašókových ediktů bylo v jeho době vystavěno mnoho nových buddhistických staveb a buddhismus se rozšířil až ke Středozemnímu moři.
Nápisy popisují Ašókovu oddanost dharmě a jeho snahu o rozšíření buddhistického učení po celé Maurjovské říši i mimo ni. Nezmiňují se však o historii či o učení buddhismu jako takovém (např. o čtyřech ušlechtilých pravdách apod.), ale zaměřují se výhradně na jeho sociální a morální rozměr. Sám Ašóka je v nápisech titulován jako „bohům milý“ či král „Pijadaši“. Identifikace Ašóky s králem „Pijadaši“ byla provedena až na základě nápisu objeveného v roce 1915. Kamenné nápisy nalezené ve východní Indii byly původně psány v magadhštině za použití brahmického písma, oproti tomu skalní edikty nalezené v oblasti západní Indie používaly jazyk blízký sanskrtu psaný v písmu kharóšthí. Jedna pasáž na jednom z ediktů je psaná řecky a jeden nápis je bilingvní, psaný řecky a aramejsky.
Nápisy se zabývají převážně stejnými náměty, a to Ašókovou konverzí k buddhismu a jeho proselytismem, jeho náboženskými a etickými předpisy, sociálními otázkami a starostí o zvířata.

## Ašókova konverze

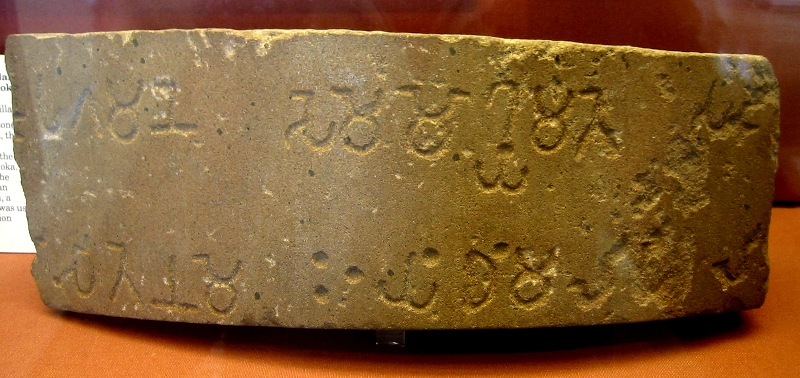
Část sloupového nápisu č. 6, který je psán v brahmickém písmu (okolo 238 př. n. l., Britské muzeum)

Ašóka měl konvertovat k buddhismu poté, co jeho armáda zvítězila v boji proti Kalinze. Tato bitva se udála kolem roku 264 př. n. l. ve východní Indii (poblíž dnešní Urísy). Ašókův edikt č. 13 tuto událost popisuje následovně: „Osm let poté, co byl milý bohům, král Pijadaši, prohlášen králem, dobyl Kalingu. Sto padesát tisíc lidí bylo odvlečeno, sto tisíc lidí zabito a o mnoho více jich zahynulo z jiných příčin. Poté, co byla Kalinga dobyta, milý bohům začal pociťovat silnou náklonnost a lásku k dhammě a jejímu učení. Nyní milý bohům pociťuje hlubokou lítost, že Kalingu dobyl.“
Poté, co Ašóka konvertoval, začal cestovat po Indii a navštívil posvátná místa buddhismu, kde nechal vztyčit sloupy nesoucí nápisy: „Dvacet let poté, co se stal se milý bohům, král Pijadaši, králem, navštívil a uctíval toto místo, jelikož zde se narodil Buddha, mudrc z rodu Šákjů. Nechal zde vztyčit kamenný sloup, zbavil Lumbiní daní a nechal ji odvádět jen osminu své produkce.“

## Proselytismus

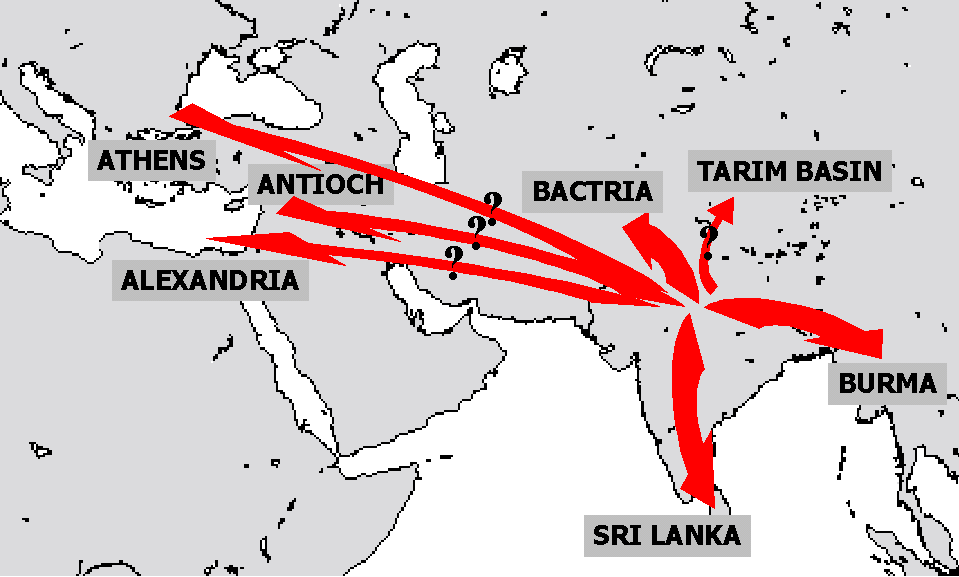
Mapka šíření buddhismu za krále Ašóky (260-218 př. n. l.)

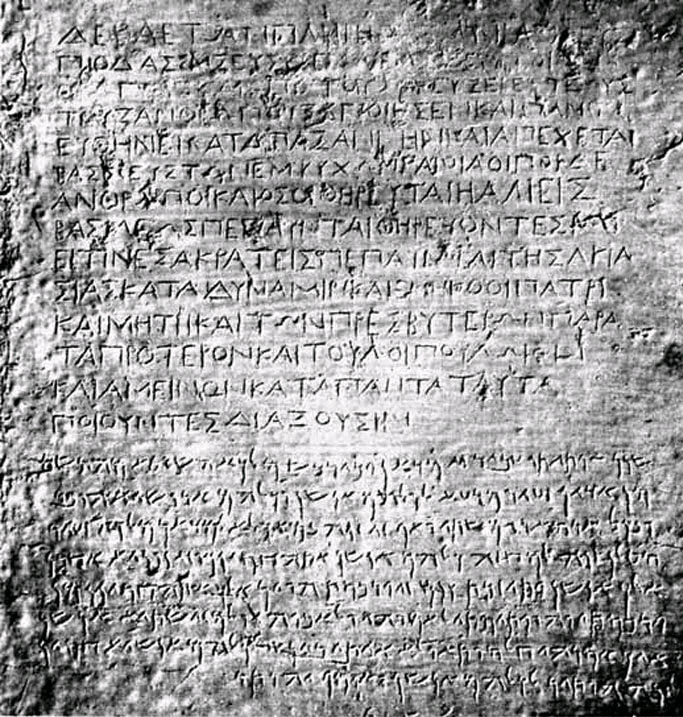
Bilingvní Ašókův nápis v Kandaháru (psaný řecky a aramejsky, muzeum v Kábulu)

Poté, co se Ašóka stal stoupencem buddhismu, začal vysílat buddhistické misie do různých částí své země i mimo ni. O těchto událostech se opět zmiňuje skalní edikt č. 13: „Nyní považuje milý bohům za nejlepší vítězství jen to, co je vítězstvím dhammy. A dhamma zvítězila jak zde, na hranicích, tak i v místech na šest set jodžan vzdálených, kde vládne řecký král Antiochos a ještě dále za ním Ptolemaios, Antigonos, Magas a Alexandr, na jihu pak v zemi Čólů a Pandjů až k Tamraparni.“
Vzdálenost šesti set jodžan (jodžana je asi 7 mil) odpovídá asi vzdálenosti mezi středem Indie a Řeckem. Jednotliví panovníci, zmínění v textu, jsou:
- Antiochos - Antiochos II. Theos (261-246 př. n. l.), tehdejší vládce Seleukovské říše
- Ptolemaios - Ptolemaios II. Filadelfos (285-247 př. n. l.), syn zakladatele Ptolemaiovského Egypta Ptolemaia I. Sótéra
- Antigonas - Antigonos II. Gonatás (278-239 př. n. l.), král Antigonovců
- Magas - Magas, (300-258 př. n. l.), řecký král v Kyrenaice
- Alexandr - Alexandr II. Épeirský (272-258 př. n. l.), král Epiru

Díky Ašókově snaze se buddhismus rozšířil i do jižní části Indického subkontinentu, konkrétně do království Chola, Pándjů a oblasti Tamraparni v dnešním Tamilnádu. Snažil se též vnést buddhismus mezi řecké komunity žijící v oblasti Gandháry, Gendrósie i Kandaháru, Ašókovo působení lze též rozeznat v oblasti Kambódže.

## Morální předpisy
V Ašókových nápisech hraje mimo jiné důležitou roli jejich morální rozměr. Jednotlivé nápisy (jako např. část sloupového nápisu 2) se věnují jakýmsi poučením o chování bytostí v souladu s dharmou. Některé nápisy jsou konkrétnější a hovoří o laskavosti k vězňům (sloupový nápis číslo 4).

## Ochrana zvířat
Ašóka zavedl řadu předpisů na ochranu zvířat, zejména před zabíjením a mrzačením. Jsou uvedeny ve sloupovém textu číslo 5.
- Prvním je seznam 23 chráněných druhů. Jsou mezi nimi jelenovití, netopýři a papoušci.
- Druhým je ochrana všech čtyřnožců, kteří nejsou pro lidstvo ani užiteční, ani jedlí.
- Třetím je ochrana samic koz, ovcí a prasat, pokud jsou březí nebo kojí mláďata.
- Čtvrtým je ochrana všech zvířat, která ještě nedosáhla věku 6 měsíců.
- Pátým je explicitní zákaz kastrace kohoutů.
- Šestým je zákaz pálení skořápek a slupek, pokud se staly domovem živých tvorů.
- Sedmým je zákaz pálení lesů, pokud k tomu neexistuje legitimní důvod, kterým nesmí být zabíjení zvířat.
- Osmým je zákaz krmit zvířata jinými zvířaty.